# Sega Saturn

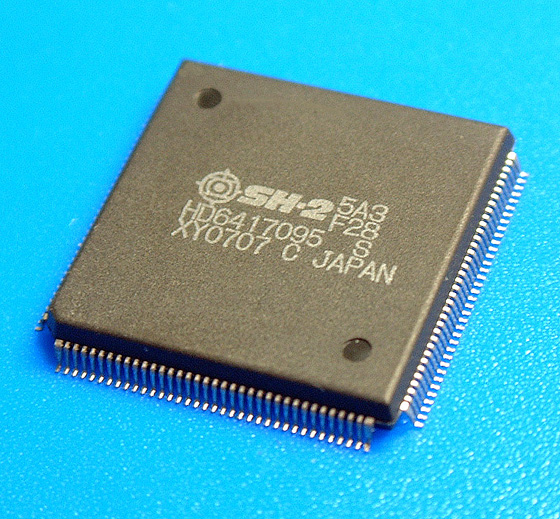
Procesor SH-2

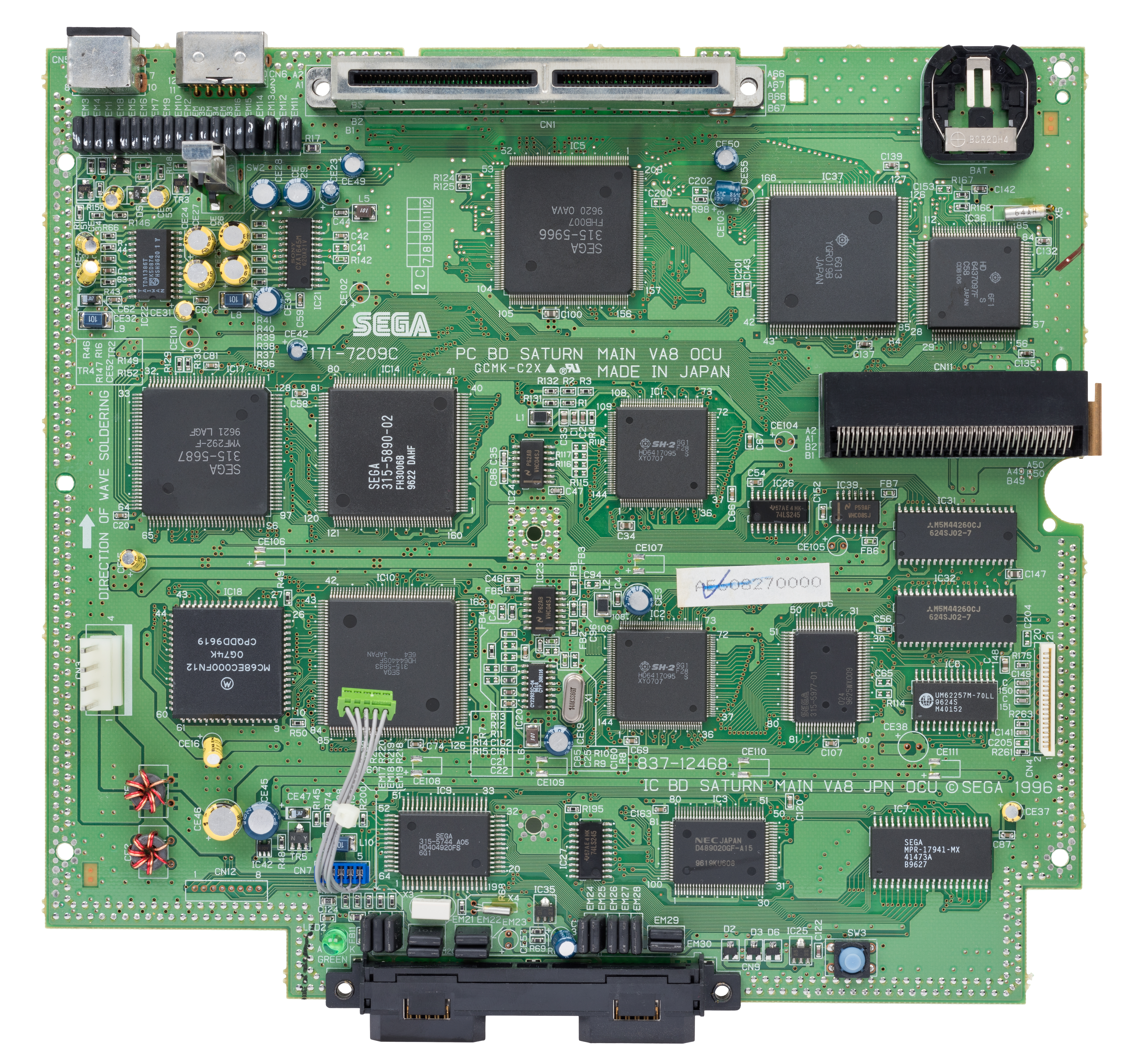
Płyta główna konsoli Sega Saturn

Sega Saturn (jap. セガサターン) – 32-bitowa konsola do gier wideo wyprodukowana przez Segę i wydana 22 listopada 1994 w Japonii a 1 marca 1996 w Polsce. W dniu premiery konsoli w Japonii sprzedano ok. 170 000 egzemplarzy.  W ciągu pierwszych 2 tygodni sprzedano 2,5 mln egzemplarzy. Konsola była wspierana do 1998 roku w Stanach Zjednoczonych i do 1999 w Japonii.

## Historia
Prace nad Saturnem rozpoczęto na początku lat 90 XX w. po sukcesie konsoli Mega Drive. Za nadzór nad projektem odpowiadał Hideki Sato, zastępca dyrektora generalnego ds. badań i rozwoju firmy Sega.  Konsola została oficjalnie ogłoszona na targach Tokyo Toy Show w 1994 roku w odpowiedzi na premierę konsoli Atari Jaguar. Podobnie jak wydana wcześniej przystawka o nazwie Sega 32X, konsola miała mieć 32 - bitową architekturę, co Sega zamierzała wykorzystać w marketingu.  Saturn wydany został 22 listopada 1994 roku w Japonii. Sprzedaż konsoli początkowo była zadowalająca, ale znacznie spadła po debiucie konsoli PlayStation firmy Sony w grudniu tego samego roku.  Pomimo prowadzenia agresywnego i kosztownego marketingu przez Segę, konsola nie odniosła sukcesu na rynku amerykańskim na którym wydano ją 11 maja 1995 roku, ani na rynku europejskim, gdzie miała premierę 8 lipca 1995 roku. Sega próbowało ratować sprzedaż konsoli obniżając jej cenę, a także przygotowując porty popularnych gier np. Resident Evil i FIFA International Soccer, ale produkt firmy dalej był wyprzedany przez PS1. Sukcesu nie odniósł też budżetowy model konsoli o nazwie Model 2, który wydany został w Japonii w 1996 roku. Ostatecznie Sega zakończyła produkcję oraz wsparcie dla Saturna w 1999 roku. Konsola zajęła w 5. generacji konsol 3. miejsce pod względem sprzedaży, przegrywając z PlayStation i Nintendo 64. Urządzenie sprzedało się w liczbie zaledwie 10 mln egzemplarzy, kilkukrotnie mniej od swojego poprzednika.  W Polsce, konsola zadebiutowała 1 marca 1996 roku podczas targów Play-Box ’96 a dystrybutorem było przedsiębiorstwo Bobmark International. Przez pierwszy rok, system podobnie jak konkurencyjne PlayStation cechował się dużą akcją promocyjną oraz podobnymi cenami i liczbą sprzedanych egzemplarzy. Jednak wraz ze wzrostem piractwa na konsoli Sony oraz coraz większymi, globalnymi problemami Segi, polskie przedsiębiorstwo postanowiło jesienią 1997 roku, wycofać się z dalszej promocji Saturna. Dystrybucję przejęło na początku października przedsiębiorstwo Lanser, będące do czerwca 1996 roku wyłącznym dystrybutorem PS1 a później zajmujące się legalną sprzedażą m.in. Neo Geo Pocket Color czy Dreamcast.

## Dane techniczne[11]

### Procesory
- 2 x Hitachi SuperH-2 7604: 32-bitowe RISC o taktowaniu 28,6 MHz;
- SuperH-1: 32-bitowy, 20 MHz RISC do kontroli CD-ROM;
- Saturn Control Unit (SCU);
- VDP1 (Video Display Processor): 32-bitowy odpowiedzialny za spritey, wielokąty i geometrię mogący wyświetlać:
  - 500 000 wielokątów na sekundę;
  - 200 000 pokrytych teksturą wielokątów na sekundę, oraz posiadający funkcje:
  - Texture Mapping – mapowanie tekstur
  - Gouraud Shading – cieniowanie Gourauda
- VDP2: 32-bitowy odpowiedzialny za wyświetlanie i przewijanie tła, mogący wyświetlać jednocześnie 5 płaszczyzn
- Motorola 68EC000: 11,3 MHz, 16-bitowy procesor dźwięku
- Sega Custom Sound Processor (SCSP) zawierający:
  - Yamaha FH-1 22,6 MHz, 24-bitowy procesor DSP.

### Pamięć
- ROM: 4 MB;
- RAM: 2 MB;
- Video RAM: 1,54 MB;
- Audio RAM: 540 kB;
- nieulotna pamięć RAM: 32 kB, podtrzymywana za pomocą baterii.

### Grafika
- Obsługiwane rozdzielczości: 320x224, 640x224 i 704x480px;
- Paleta barw: 16,7 mln kolorów (24-bity), z czego jednocześnie może być wyświetlanych 32 000.

### Dźwięk
- 32 kanały PCM, każdy kanał PCM może służyć jako oscylator syntezy FM
- Próbkowanie maksymalnie 44,1 kHz z 16-bitową dynamiką.

### Sterowanie
- Konsola:
  - Przycisk zasilania „Power”
  - Przycisk „Reset”
- Kontroler:
  - 9 przycisków w sekcji joypada
  - 8-kierunkowy D-Pad
  - Przycisk „Start”

### Złącza
- 2 9-pinowe złącza kontrolera

Logo konsoli

- Gniazdo kartridżów umożliwiające podłączenie różnych akcesoriów
- Tanisen[12] – standard portu szeregowego wysokiej prędkości, umożliwiający podłączenie m.in.:
  - Napędu dyskietek
  - Klawiatury MIDI
  - Dedykowanych kontrolerów
- Własne wyjście A/V umożliwiające korzystanie z formatów:
  - RF[13] (mono)
  - Composite Video (w wersji mono-[14] i stereofonicznej[15] wersji)
  - S-Video[16] (stereo)
  - JP-21, japoński standard RGB (stereo)[17]

### Nośnik danych
CD-ROM o maksymalnej pojemności 660 MB. Wbudowany napęd został wyprodukowany przez firmę JVC.

#### Specyfikacja

##### Odczyt
- Dzwięk: 150 kB/s
- Dane: 330 kB/s

##### Kompatybilność z formatami
- Dostępne fabrycznie
  - Audio CD
  - CD+G (CD + Graphics)
  - CD+EG (Enhanced CD)
- Dostępne przy użyciu dedykowanej karcie rozszerzeń
  - Video CD
  - Photo CD
  - Electronic Books (E-Book)
  - Digital Karaoke

### Wymiary[a]
- Szerokość: 260 mm
- Długość: 230 mm
- Wysokość: 83 mm

### Zasilanie
- Europa: AC 240 V, 50 Hz, 25 W
- Japonia: AC 100 V, 60 Hz, 25 W
- USA: AC 120 V, 60 Hz, 25 W

Ponadto bateria CR2032 służąca do podtrzymywania ulotnej pamięci RAM i wewnętrznego zegara

## Rozszerzenia, akcesoria i funkcje dodatkowe

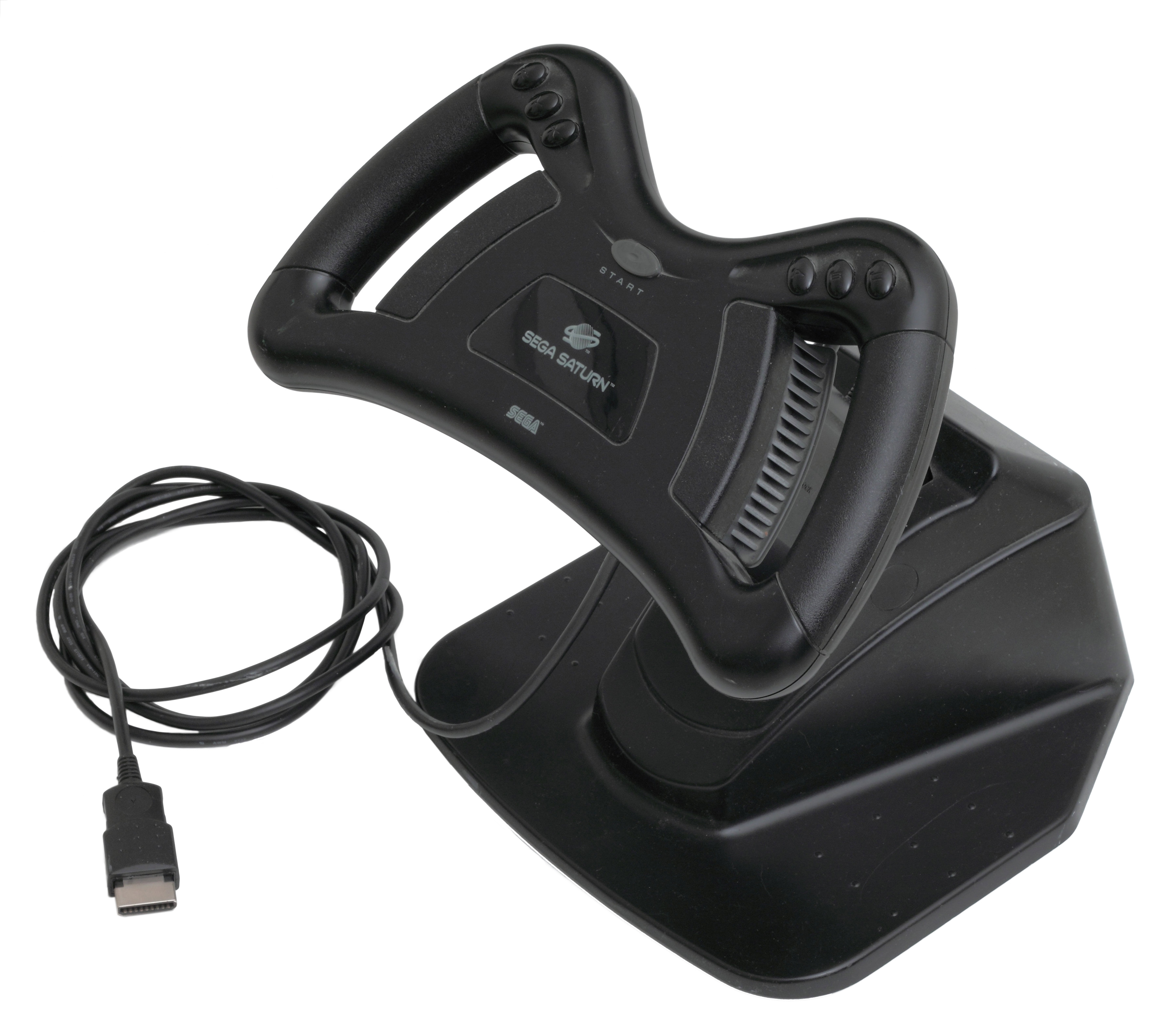
Kierownica Arcade Racer

### Kontrolery

#### Zmodyfikowane wersje kontrolera klasycznego
- ASCII Grip X[18] – kontroler wyprodukowany przez firmę ASCII, dedykowany do gier RPG
- Psychopad JR Gamepad[19] – kontroler posiadający 12 przycisków i 4 definiowane przez użytkownika makra.

#### Kontrolery stworzone do poszczególnych tytułów lub gatunków gier
- Densha de Go! Controller[20] – kontroler wyprodukowany przez Taito specjalnie do symulatora jazdy pociągiem Densha de Go!
- Sega Arcade Racer[21] – kierownica
- Sega Mission Stick[22] – joypad z gałką analogową, stworzony z myślą o kontrolowaniu samolotów w grach (Linkcable)
- Sega Saturn 3D Control Pad[23] – joypad posiadający tryb sterowania analogowy lub cyfrowy, który wybiera się za pomocą przełącznika
- Saturn MIDI Interface Box[24] – przystawka MIDI wykorzystywana w grze Saturn Music School

#### Pistolety
- Cobra Light Gun – pistolet kompatybilny również z konsolą Sony PlayStation, posiada funkcję automatycznego przeładowywania co 1 lub 15 pocisków, regulowaną prędkość strzelania.
- Virtua Gun[25] – pistolet z funkcją automatycznego strzelania i przeładowywania, 3 prędkości strzelania lub pojedynczy strzał, przeładowanie maksymalnie co 15 pocisków lub ręcznie.

#### Inne
- Shuttle Mouse[26] – myszka, posiada 4 przyciski, z których jeden to START.

### Tryb gry wieloosobowej

#### Z użyciem przewoduTaisen[12]
- Daytona USA: Championship Circuit Edition
- Doom
- Gun Griffon 2
- Hexen
- Independence Day
- Steeldom
- Virtua On
- Wipeout

#### Z użyciem akcesorium6 Player Adaptor[27]

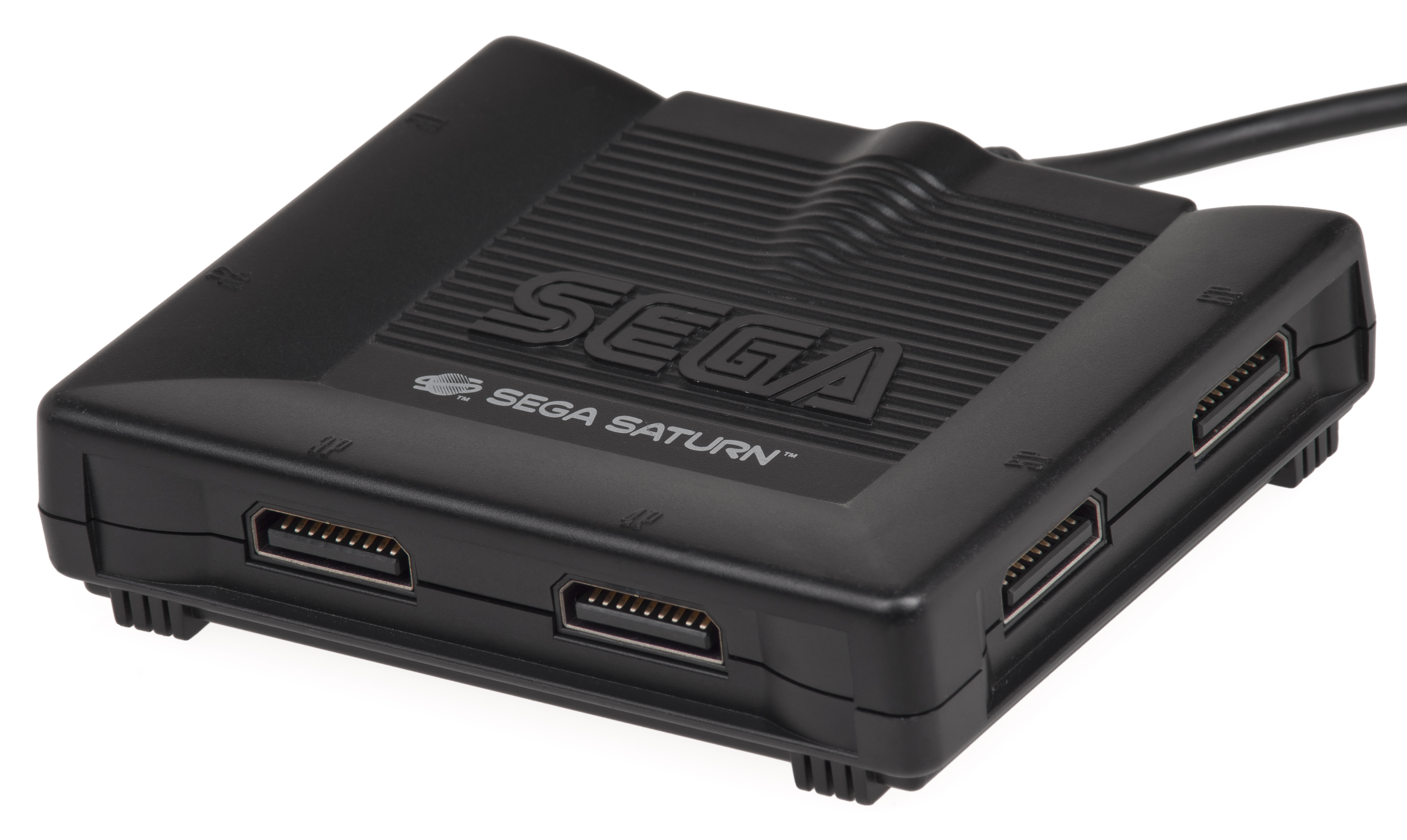
Urządzenie 6 Player Adaptor

Urządzenie podłączone do złącza kontrolera, rozszerza konsolę o kolejnych pięć złącz, co umożliwia rozgrywkę wieloosobową. Niektóre tytuły wspierały podłączenie dwóch urządzeń, co umożliwiało grę nawet 12 graczom.
- Blast Chamber (do 4 graczy)
- Saturn Bomberman (do 10 graczy)
- Bomberman Fight! (do 4 graczy)
- Duke Nukem 3D (do 6 lub 7 graczy)
- Firepro Wrestling: Six Man Scramble (do 6 graczy)
- Guardian Heroes (do 4 graczy)
- Madden '98
- NBA Action '98
- NHL '98
- Powerslave / Exhumed (do 6 graczy)
- Three Dirty Dwarfs (do 3 graczy)
- Worldwide Soccer '98

### Akcesoria korzystające z portuLink Cable
- Floppy Disk Drive – napęd dyskietek 3,5" umożliwiający zapis stanów gry

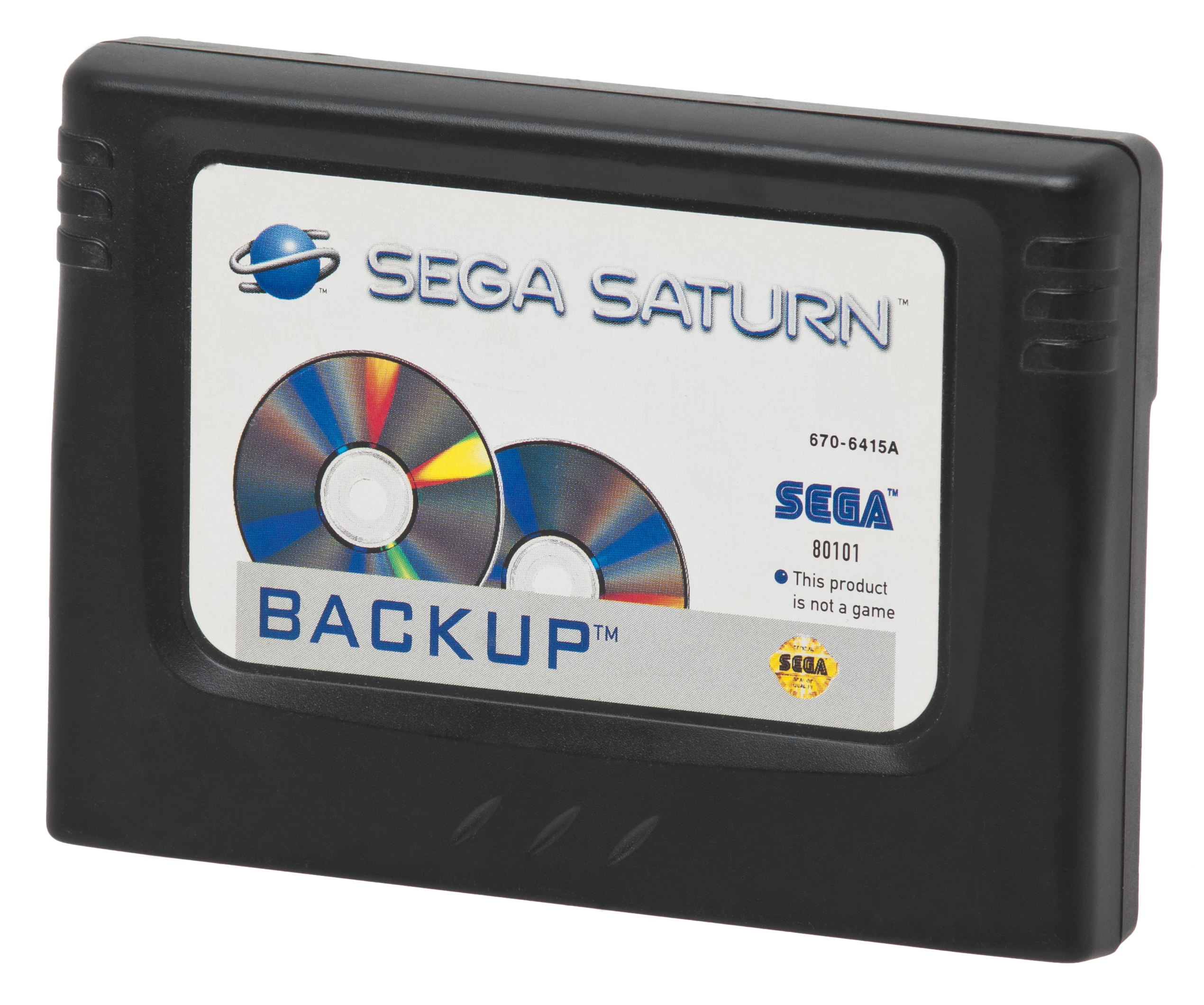
Karta pamięci zapasowej Saturn Backup

### Rozszerzenia korzystające ze slotu kartridzowego
- Video CD Card[28] – karta umożliwiająca odtwarzanie płyt Video CD
- Saturn Backup Memory[29] – karta umożliwiająca skopiowanie stanów gier
- Extended RAM Cartridge[30] – karta zwiększająca pojemność pamięci RAM konsoli, co w niektórych przypadka przekłada się na lepsze osiągi gier
- Twin Advanced ROM[31] – karty tworzone specjalnie do wybranych tytułów, w celu skrócenia czasów ładowania
- NetLink[32] – modem umożliwiający korzystanie z dedykowanego serwisu

#### Nieoficjalne rozszerzenia
- Action Replay Plus[33] – karta umożliwiająca stosowanie kodów w grach, zdejmuje blokadę regionalną, i podobnie jak Extended RAM Cartridge, rozszerza pojemność pamięci RAM konsoli
- Action Replay/GameShark[34] – karta umożliwiająca stosowanie kodów w grach